# Amerikanska stridsvagnar under andra världskriget
USA gick med i andra världskriget med ett begränsat antal stridsvagnar. Emellertid skulle USA komma att tillverka fler stridsvagnar under andra världskriget än något annat land. Dock utrustade inte USA bara sina egna styrkor med stridsvagnar utan försåg även de andra allierade med stridsvagnar genom the Lend-Lease Act.
Den viktigaste amerikansk stridsvagnen under kriget var M4 Sherman som, efter den sovjetiska T-34, blev den näst mest tillverkade stridsvagnen under kriget.